# مادرچاه

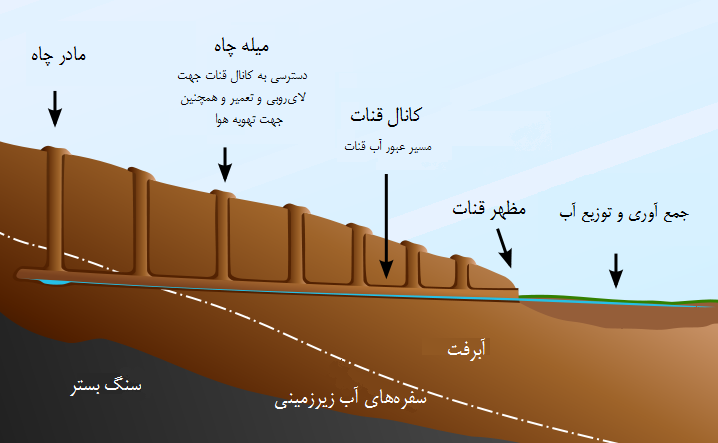
بخش‌های مختلف قنات

مادر چاه یعنی دورترین چاه از مظهر قنات مادر چاه گفته می‌شود. قسمت انتهایی قنات، پیشکار قنات نامیده می‌شود که در آخرین قسمت آن، مادر چاه قنات قرار گرفته‌است.جهت احداث قنات در پای کوه‌ها و در دامنه‌های باشیب مناسب معمولاً از مظهر آن که همان سطح زمین خشک است، شروع و به مناطق آبده و مادر چاه، ختم می‌شود. در ابتدای کار دهانه قنات یا هرنج که خشک است و پس از آن اولین چاه‌ها یا میله‌ها، که این‌ها هم خشک هستند و در امتداد هم با فاصله‌های تقریباً مساوی حفر می‌شوند، به این قسمت‌ها در اصطلاح قسمت خشک کار قنات گفته می‌شود. پس از این مراحل کار به سمت بالادست که همان قسمت‌های آبده قنات می‌باشند ادامه پیدا می‌کند.
عمق چاه‌ها از مادر چاه تا مظهر قنات به تناسب شیب زمین کم شده تا جایی که در مظهر قنات این ارتفاع به صفر می‌رسد. عمیق‌ترین مادر چاه قنات‌های ایران مربوط به قنات قصبه است که حدود ۳۵۰ متر عمق دارد.

## تعیین محل حفر مادر چاه
تعیین دقیق محل حفر مادر چاه یکی از حساس‌ترین مراحل حفر قنات است. در گذشته برای یافتن مکان مناسب مادر چاه شخصی با تجربه و خبره محل را از نظر وضع پوشش گیاهی و مراتع بررسی می‌کرده و مکانی که در آن گیاهان بیشتری (از جمله خارها با توجه به ریشه عمیقشان) وجود داشت را به عنوان محل حفر مادر چاه تعیین می‌کرد.